# Over Drive Girl 1/6
Over Drive Girl 1/6 (超可動ガール1/6?) es una serie de manga japonesa de Öyster. Fue serializado en la revista de manga seinen Comic High! entre 2012 y 2015. También se publicó por entregas en la revista Monthly Action de Futabasha en 2015. Se recopiló en cuatro volúmenes de tankōbon. Una serie secuela titulada Over Drive Girls (超可動ガールズ, Chō Kadō Gāruzu) comenzó a serializarse en línea a través de Nico Nico Seiga en 2017. Se ha recopilado en siete volúmenes de tankōbon. Una adaptación de la serie de televisión de anime de Studio A-Cat se emitió del 6 de abril al 22 de junio de 2019.

## Personajes
Haruto Bōida (房伊田 春人 Bōida Haruto?)
 Seiyū: Wataru Hatano
Nona (ノーナ Nōna?)
 Seiyū: Suzuna Kinoshita
Belenore (ベルノア Berunoa?)
 Seiyū: Sayaka Senbongi
Subaru Amanohara (天乃原 すばる Amanohara Subaru?)
 Seiyū: M.A.O
Ozma (オズマ Ozuma?)
 Seiyū: Toshiyuki Morikawa
Seijirō Kanmuri (冠 成次郎 Kanmuri Seijirō?)
 Seiyū: Kengo Kawanishi
Mikoto Bōida (房伊田 ミコト Bōida Mikoto?)
 Seiyū: Risae Matsuda
Kusabi (クサビ?)
 Seiyū: Sora Tokui
Rindō (リンドウ?)
 Seiyū: Misa Fukamachi
Rū Hitoma (比等間 ルウ Hitoma Rū?)
 Seiyū: Yū Sasahara

## Contenido de la obra

### Anime
Se anunció una adaptación de la serie de televisión de anime de la serie original en el primer volumen de Over Drive Girls el 12 de septiembre de 2018. La serie está animada por Studio A-Cat y dirigida por Keitaro Motonaga, con Chabo Higurashi a cargo de la composición de la serie y Hidekazu Ebina. diseñando los personajes. Se emitió del 6 de abril al 22 de junio de 2019 en el horario FutabAnime de AT-X y Tokyo MX. AŌP interpretó el tema de apertura de la serie "Soreyuke! Koigokoro", mientras que Haruka Tojo interpretó el tema de cierre de la serie "ONE".